# Luke Davison
Luke Davison (* 8. Mai 1990 in Sydney) ist ein australischer Bahnradfahrer.
Luke Davison wurde 2007 australischer Meister im Teamsprint der Jugendklasse. Bei der nationalen Junioren-Bahnradmeisterschaft 2008 in Sydney wurde er australischer Meister im Omnium und im Madison. Außerdem belegte er jeweils den zweiten Platz im Punktefahren und in der Einerverfolgung, sowie den dritten Platz in der Mannschaftsverfolgung und im Scratch. Bei der Junioren-Weltmeisterschaft in Kapstadt gewann er jeweils die Goldmedaille in der Mannschaftsverfolgung, im Madison und im Omnium.
Bei den UCI-Bahn-Weltmeisterschaften 2013 in Minsk errang Davison die Bronzemedaille im Scratch.

## Erfolge – Bahn
2008
- Australischer Meister – Omnium (Junioren)
- Australischer Meister – Madison (Junioren) mit Aaron Donnelly
- Weltmeister – Mannschaftsverfolgung (Junioren) mit Rohan Dennis, Luke Durbridge und Thomas Palmer
- Weltmeister – Madison (Junioren) mit Thomas Palmer
- Weltmeister – Omnium (Junioren)

2013
- Australischer Meister – Mannschaftsverfolgung mit Alexander Edmondson, Glenn O’Shea und Miles Scotson
- Australischer Meister – Scratch
- 3. Platz UCI-Bahn-Weltmeisterschaften 2013 – Scratch

2014
- Australischer Meister – Madison mit Alexander Edmondson
- Australischer Meister – Mannschaftsverfolgung mit Jack Bobridge, Alexander Edmondson und Glenn O’Shea
- Weltmeister – Mannschaftsverfolgung mit Alexander Edmondson, Glenn O’Shea und Mitchell Mulhern
- Commonwealth Games – Mannschaftsverfolgung (mit Jack Bobridge, Alexander Edmondson und Glenn O’Shea)

2015
- Weltmeisterschaft – Mannschaftsverfolgung mit Jack Bobridge, Alexander Edmondson und Miles Scotson

2016
- Weltmeisterschaft – Mannschaftsverfolgung (mit Sam Welsford, Michael Hepburn, Miles Scotson, Callum Scotson und Alexander Porter)
- Australischer Meister – 1000-Meter-Zeitfahren

## Erfolge – Straße
2014
- Simac Omloop der Kempen

## Teams
- 2009 Team Jayco-AIS

- 2011 Team Budget Forklifts (ab 01.08.)
- 2012 Team Budget Forklifts
- 2013 Drapac Cycling
- 2014 Synergy Baku Cycling Project
- 2014 BMC Racing Team (Stagiaire)
- 2015 Team Budget Forklifts